# Orinus tibeticus
Orinus tibeticus là một loài thực vật có hoa trong họ Hòa thảo. Loài này được N.X.Zhao mô tả khoa học đầu tiên năm 1994.